# Restel
Restel Oy är ett restaurangföretag i Finland, helägt av Tradekas dotterbolag Tradeka-Yhtiöt och startade sin verksamhet 1991. Restel kommer från det franska ordet restaurant (svenska:   restaurang) och det finska ordet elämys (svenska: upplevelse).
Restels rötter ligger i hotell- och restaurangverksamheten i den framstegsvänliga handelslagsrörelsen (E-rörelsen). År 1983, när 39 medlemsandelshandel slogs samman med sin dåvarande Centralandelsaffären OTK, övergick deras hotell och restauranger till det nybildade Eka, dagens Tradeka. Restel Oy övertog 1996 Elantos hotell och blev Finlands största hotell- och restaurangkoncern och drev 2004 totalt 43 hotell och över 230 restauranger (inklusive hotellens) runt om i Finland. Hotellen var indelade i fem kedjor, av vilka Holiday Inn är avsedd för affärsresenärer, Cumulus för stadsbetonade arbets- samt fritidsresor, och Rantasipi för konferenser och fritidsresor. I juni 2017 såldes Restels hela hotellverksamhet till svenska Scandic Hotels Group och fokuserades på restaurangverksamhet.
Restel är Finlands största restaurangkoncern och driver över 200 restauranger runt om i landet. Under räkenskapsåret 2022 omsatte Restel 234 214 000 € och resultatet blev en förlust på 7 615 000 €. Det fanns 1 690 anställda.

## Restels restaurangkedjor
- Burger King
- Classic Pizza
- Food & Events
- HelmiSimpukka
- Hemingway's
- Makaronitehdas
- Martina
- O'Learys
- Rax Buffet
- Taco Bell
- restauranger på Holiday Inn-hotell